# Alessandro Mallamo
Alessandro Mallamo (Vizzolo Predabissi, 22 marzo 1999) è un calciatore italiano, centrocampista del Südtirol.

## Biografia
Nasce a Vizzolo Predabissi in una famiglia di sportivi, infatti, il padre Giovanni era un calciatore ed il fratello minore Andrea è anch'egli un calciatore, attualmente militante nella Pro Patria, in Serie C.

## Caratteristiche tecniche
Centrocampista molto duttile, può essere schierato sia in posizione centrale sia come trequartista.

## Carriera

### Club
Cresciuto nel settore giovanile dell'Atalanta, il 24 agosto 2018 viene ceduto in prestito al Novara, con cui il 2 aprile 2019 segna la prima rete tra i professionisti, nella partita di campionato persa per 1-2 contro la Virtus Entella.
L'11 luglio seguente si trasferisce, sempre a titolo temporaneo, alla Juve Stabia, con cui però non riesce a evitare la retrocessione al termine della stagione.
Il 4 settembre 2020 passa al Pordenone. Il 31 agosto 2021 passa in prestito al Bari. Dopo aver collezionato 32 presenze e segnato 2 gol contribuendo al ritorno in Serie B dei biancorossi, il 16 luglio 2022 il prestito viene rinnovato per un'altra stagione.
Terminato il prestito biennale al Bari, nell'estate 2023 torna all'Atalanta e viene aggregato alla neonata formazione under 23 della società bergamasca che partecipa al campionato di Serie C con cui totalizza 19 presenze e un gol.
Il 1º febbraio 2024 passa in prestito alla Südtirol, in Serie B.

### Nazionale
Nel 2018 con la nazionale Under-19 ha disputato l'Europeo di categoria, concluso al secondo posto finale; nel corso degli anni ha inoltre giocato numerose partite con tutte le nazionali giovanili italiane comprese tra l'Under-16 e l'Under-20.

## Statistiche

### Presenze e reti nei club
Statistiche aggiornate al 14 maggio 2025.
| Stagione        | Squadra         | Campionato      | Campionato | Campionato | Coppe nazionali | Coppe nazionali | Coppe nazionali | Coppe continentali | Coppe continentali | Coppe continentali | Altre coppe | Altre coppe | Altre coppe | Totale | Totale |
| Stagione        | Squadra         | Comp            | Pres       | Reti       | Comp            | Pres            | Reti            | Comp               | Pres               | Reti               | Comp        | Pres        | Reti        | Pres   | Reti   |
| --------------- | --------------- | --------------- | ---------- | ---------- | --------------- | --------------- | --------------- | ------------------ | ------------------ | ------------------ | ----------- | ----------- | ----------- | ------ | ------ |
| 2018-2019       | Novara          | C               | 20         | 1          | CI+CI-C         | 1+1             | 0               | -                  | -                  | -                  | -           | -           | -           | 22     | 1      |
| 2019-2020       | Juve Stabia     | B               | 28         | 2          | CI              | 0               | 0               | -                  | -                  | -                  | -           | -           | -           | 28     | 2      |
| 2020-2021       | Pordenone       | B               | 23         | 0          | CI              | 2               | 0               | -                  | -                  | -                  | -           | -           | -           | 25     | 0      |
| 2021-2022       | Bari            | C               | 32         | 2          | CI-C            | -               | -               | -                  | -                  | -                  | SC-C        | 2           | 1           | 34     | 3      |
| 2022-2023       | Bari            | B               | 27         | 0          | CI              | 3               | 0               | -                  | -                  | -                  | -           | -           | -           | 30     | 0      |
| Totale Bari     | Totale Bari     | Totale Bari     | 59         | 2          |                 | 3               | 0               |                    | -                  | -                  |             | 2           | 1           | 64     | 3      |
| 2023-gen. 2024  | Atalanta U23    | C               | 19         | 1          | CI-C            | 0               | 0               | -                  | -                  | -                  | -           | -           | -           | 19     | 1      |
| gen.-giu. 2024  | Südtirol        | B               | 10         | 0          | CI              | -               | -               | -                  | -                  | -                  | -           | -           | -           | 10     | 0      |
| 2024-2025       | Südtirol        | B               | 21         | 2          | CI              | 1               | 0               | -                  | -                  | -                  | -           | -           | -           | 22     | 2      |
| Totale Südtirol | Totale Südtirol | Totale Südtirol | 31         | 2          |                 | 1               | 0               |                    | -                  | -                  |             | -           | -           | 32     | 2      |
| Totale carriera | Totale carriera | Totale carriera | 180        | 8          |                 | 8               | 0               |                    | -                  | -                  | -           | 2           | 1           | 190    | 9      |

## Palmarès

### Club

#### Competizioni giovanili
- Campionato Nazionale Under-17: 1

Atalanta: 2015-2016
- Supercoppa Under-17: 1

Atalanta: 2015-2016
- Torneo Città di Arco: 1

Atalanta: 2016

#### Competizioni nazionali
- Serie C: 1

Bari: 2021-2022 (girone C)